# En stjärna föds (film, 1976)
En stjärna föds (A star is born) är en amerikansk dramatisk musikalfilm från 1976 i regi av Frank Pierson, med Barbra Streisand och Kris Kristofferson i huvudrollerna. Den hade svensk premiär den 12 augusti 1977. Den är en nyinspelning av Hollywood från 1937 samt En stjärna föds från 1954, men handlingen har flyttats från Hollywoods värld till musikvärlden.
Filmen vann en Oscar för bästa originalmusik, den tilldelades Barbra Streisand och Paul Williams för låten Evergreen. Den manliga rollen gick först till Elvis Presley men manager Tom Parker avböjde då Elvis hälsa var alltför dålig.

## Medverkande (i urval)
- Barbra Streisand - Esther Hoffman
- Kris Kristofferson - John Norman Howard
- Gary Busey - Bobbie Ritchie
- Oliver Clark - Gary Danziger
- Venetta Fields - Medlem av The Oreos
- Clydie King - Medlem av The Oreos
- Marta Heflin - Quentin

## Soundtrack
Filmens soundtrack, framfört av Barbra Streisand och Kris Kristofferson, blev framgångsrikt, med bland annat en förstaplats på Billboard 200.
1. "Watch Closely Now" - 3:49
2. "Queen Bee" - 3:55
3. "Everything" - 3:50
4. "Lost Inside of You" - 2:54
5. "Hellacious Acres" - 2:58
6. "Evergreen (Love Theme From A Star Is Born)" - 3:04
7. "The Woman in the Moon" - 4:49
8. "I Believe in Love" - 3:13
9. "Crippled Crow" - 3:30
10. "Finale: With One More Look at You/Watch Closely Now" - 7:43
11. "Reprise: Evergreen (Love Theme From A Star Is Born)" - 1:46